# Scipione Volpicella
Scipione Volpicella (Napoli, 5 agosto 1810 – Napoli, 25 febbraio 1883) è stato uno storico, scrittore e bibliotecario italiano, primo bibliotecario della Biblioteca nazionale di Napoli, socio dell'Accademia Pontaniana.

## Biografia
Si specializzò negli studi storici, interessandosi specialmente del periodo vicereale a Napoli, in particolare dopo che Carlo Troya lo convinse a far parte della Società dei ricercatori e pubblicatori della napoletana storia nel 1844. Fu presidente della Società Napoletana di Storia Patria dalla nascita della società nel 1876 fino alla morte, avvenuta nel 1883. Fu amico di Alfred von Reumont, al quale fornì materiale per l'opera Die Carafa von Maddaloni. Fu inoltre autore di novelle e poesie, in parte raccolti in Studi di storia, letteratura ed arti pubblicato nel 1876.
Curò le edizioni commentate di ventiquattro opere sia di natura letteraria che storica, fra le quali vanno ricordate Capitoli giocosi e satirici, editi ed inediti del poeta Luigi Tansillo nel 1870 e il Regis Ferdinandi primi instructionum liber, la cui pubblicazione, interrotta più volte, fu completata nel 1916 dal figlio Luigi Volpicella.

## Opere
- Scipione Volpicella, Principali edificii della città di Napoli: descritti da Scipione Volpicella, Napoli, Stamperia e cartiere Del Fibreno, 1847.
- Scipione Volpicella, Della vita e delle opere di Francesco Capecelatro discorso di Scipione Volpicella, Giorgio Franz, 1854.
- Scipione Volpicella, Delle antichità d'Amalfi e dintorni investigazioni di Scipione Volpicella, stab. tip. P. Androsio, 1859.
- Scipione Volpicella, Marziale nel secolo XIX per Scipione Valpolicella napoletano, Stamperia della R. Università, 1874.
- Scipione Volpicella, Studi di letteratura, storia ed arti di Scipione Volpicella, Napoli, Stabilimento Tipografico dei Classici Italiani, 1876.
- Scipione Volpicella, Giovan Battista del Tufo, illustratore di Napoli del secolo XVI. Memoria letta all'Accademia di archeologia, lettere e belle arti nella tornata del di 7 gennaio 1880 e nelle seguenti dal socio Scipione Volpicella, Stamperia della R. Università, 1880.